# Receptory kannabinoidowe typu 1

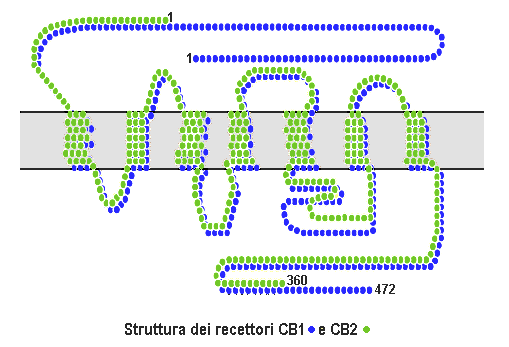
Struktura CB_{1} zaznaczona na niebiesko

Receptory kannabinoidowe typu 1 (CB1, CNR1) – kannabinoidowe receptory sprzężone z białkami G występujące w wielu rejonach mózgu, jedne z najliczniej reprezentowanych receptorów neuronalnych. Razem z receptorami CB2 są częścią układu endokannabinoidowego. 
Ich agonistami są m.in. naturalnie występujące w organizmie ludzi i zwierząt endokannabinoidy (takie jak anandamid czy 2-arachidonyloglicerol), kannabinoidy roślinne (np. THC) czy kannabinoidy syntetyczne (m.in dronabinol czy CP-55940).

## Budowa
Każdy z receptorów tego typu składa się z pojedynczego łańcucha polipeptydowego z siedmioma hydrofobowymi domenami transbłonowymi TM I-TM VII, które przechodzą przez błonę komórkową. Ligandy wiążą się z nim w rejonie hydrofobowym. 

## Położenie
Najwięcej jest ich w móżdżku (przy czym istnieją różnice w ich ekspresji pomiędzy gatunkami zwierząt, np. u człowieka jest ona mniejsza niż u szczura, dzięki czemu u gryzoni po podaniu kannabinoidów obserwuje się zaburzenia koordynacji ruchowej, a u ludzi po zastosowaniu marihuany nie stwierdza się zaburzeń motorycznych) i jądrach postawnych, ale występują również w takich miejscach jak: układ krwionośny, rozrodczy czy pokarmowy.
Wpływ kannabinoidów na stan emocjonalny, procesy pamięciowe czy ich działanie przeciwdrgawkowe wiąże się z obecnością dużej ilości tych receptorów w pierwszej i czwartej warstwie kory mózgu, układzie rąbkowym oraz warstwie komórek piramidowych hipokampu. Umiarkowaną gęstość CB1 stwierdzono w podstawowej strukturze układu nagrody – jądrze półleżącym przegrody, które jest ściśle związane z mechanizmem rozwoju uzależnienia. Mała toksyczność pojedynczych dawek marihuany jest spowodowana rzadkim występowaniem tych receptorów bądź ich brakiem w takich miejscach jak pień mózgu, rdzeń przedłużony czy podwzgórze.

## Efekty działania agonistów
W związku z obecnością dużej liczby receptorów CB1 w hipokampie zarówno u ludzi, jak i u zwierząt doświadczalnych, jego przewlekła ekspozycja na THC źle wpływa na procesy uczenia się i zapamiętywania, w które jest on zaangażowany.
Obecność receptorów kannabinoidowych typu 1 w strukturach związanych z kontrolą pobierania pokarmu, takich jak: jądro przykomorowe, boczne podwzgórze czy jądro łukowate oraz w jądrze półleżącym przegrody powoduje, że kannabinoidy uczestniczą w regulacji łaknienia, a pobudzenie CB1 zwiększa motywację do jedzenia, wywołując tzw. gastrofazę.
Efektem dużej ekspresji CNR1 w obszarach ściśle związanych z regulacją odczuwania bólu jest znoszenie bólów migrenowych, pooperacyjnych, nowotworowych, neuropatycznych czy reumatycznych przez kannabinoidy, jednak polityka antynarkotykowa ogranicza terapeutyczne zastosowanie tych substancji.